# Liste des monuments historiques de Waesmunster
Cette page regroupe l'ensemble des monuments classés de la ville belge de Waesmunster.
| Objet                                                                             | Statut du classement? | Année de construction/architecte | Section communale | Adresse                      | Coordonnées                      | Numéro d'inventaire | Illustration                                                |
| --------------------------------------------------------------------------------- | --------------------- | -------------------------------- | ----------------- | ---------------------------- | -------------------------------- | ------------------- | ----------------------------------------------------------- |
| (nl) kasteel Ortegat                                                              | Oui                   |                                  | Waasmunster       | Belselestraat 2              | 51° 06′ 45″ nord, 4° 05′ 09″ est | 88406               | Téléverser                                                  |
| (nl) voormalig boswachtershuis van kasteel Ortegat                                |                       |                                  | Waasmunster       | Bulk 10                      | 51° 06′ 40″ nord, 4° 05′ 07″ est | 88407               | Téléverser                                                  |
| (nl) voormalig huis van de rivierwachter van de Belgische staat                   |                       |                                  | Waasmunster       | Dam 1                        | 51° 06′ 15″ nord, 4° 05′ 16″ est | 88408               | Téléverser                                                  |
| (nl) Bettenshoeve                                                                 |                       |                                  | Waasmunster       | Dauwstraat 38                | 51° 06′ 55″ nord, 4° 03′ 22″ est | 88409               | Téléverser                                                  |
| (nl) villa                                                                        |                       |                                  | Waasmunster       | Den Hert 37                  | 51° 07′ 32″ nord, 4° 06′ 42″ est | 88410               | Téléverser                                                  |
| (nl) huisje                                                                       |                       |                                  | Waasmunster       | Dommelstraat 100             | 51° 06′ 52″ nord, 4° 07′ 01″ est | 88411               | Téléverser                                                  |
| (nl) voormalig brouwershuis De Brabander                                          |                       |                                  | Waasmunster       | Dommelstraat 107             | 51° 06′ 51″ nord, 4° 07′ 17″ est | 88412               | Téléverser                                                  |
| (nl) voormalige brouwerij Sint-Joseph of brouwerij De Brabander                   |                       |                                  | Waasmunster       | Dommelstraat 109             | 51° 06′ 50″ nord, 4° 07′ 18″ est | 88413               | Téléverser                                                  |
| (nl) voormalige brouwerij Sint-Joseph of brouwerij De Brabander                   |                       |                                  | Waasmunster       | Dommelstraat 111             | 51° 06′ 50″ nord, 4° 07′ 18″ est | 88413               | Téléverser                                                  |
| (nl) herenhuis                                                                    |                       |                                  | Waasmunster       | Dommelstraat 113             | 51° 06′ 51″ nord, 4° 07′ 20″ est | 88414               | Téléverser                                                  |
| (nl) pastorie van Sombeke                                                         | Oui                   |                                  | Waasmunster       | Dommelstraat 115             | 51° 06′ 50″ nord, 4° 07′ 22″ est | 88415               | Téléverser                                                  |
| (nl) twee gekoppelde rijhuizen                                                    |                       |                                  | Waasmunster       | Dommelstraat 117             | 51° 06′ 51″ nord, 4° 07′ 23″ est | 88416               | Téléverser                                                  |
| (nl) twee gekoppelde rijhuizen                                                    |                       |                                  | Waasmunster       | Dommelstraat 119             | 51° 06′ 51″ nord, 4° 07′ 23″ est | 88416               | Téléverser                                                  |
| (nl) dorpshuis                                                                    |                       |                                  | Waasmunster       | Dommelstraat 140             | 51° 06′ 51″ nord, 4° 07′ 23″ est | 88417               | Téléverser                                                  |
| (nl) dorpshuis                                                                    |                       |                                  | Waasmunster       | Dommelstraat 144             | 51° 06′ 51″ nord, 4° 07′ 26″ est | 88418               | Téléverser                                                  |
| (nl) dorpshuis                                                                    | Oui                   |                                  | Waasmunster       | Dommelstraat 146             | 51° 06′ 51″ nord, 4° 07′ 26″ est | 88419               | Téléverser                                                  |
| (nl) dorpshuis                                                                    | Oui                   |                                  | Waasmunster       | Dommelstraat 148             | 51° 06′ 51″ nord, 4° 07′ 27″ est | 88420               | Téléverser                                                  |
| (nl) hoeve                                                                        |                       |                                  | Waasmunster       | Donkerputstraat 25           | 51° 06′ 12″ nord, 4° 02′ 36″ est | 88421               | Téléverser                                                  |
| (nl) voormalige hoeve Van de Voorde                                               |                       |                                  | Waasmunster       | Donkerputstraat 36           | 51° 06′ 09″ nord, 4° 02′ 39″ est | 88422               | Téléverser                                                  |
| (nl) Kapelletje van het Heilig Hart van Jezus                                     |                       |                                  | Waasmunster       | Dorushoeksken 1              | 51° 06′ 33″ nord, 4° 04′ 51″ est | 88423               | Téléverser                                                  |
| (nl) voormalig zomerhuisje van kasteel Blauwendael                                |                       |                                  | Waasmunster       | Dorushoeksken                | 51° 06′ 39″ nord, 4° 04′ 50″ est | 88424               | Téléverser                                                  |
| (nl) voormalige woning Marie José Baro                                            |                       |                                  | Waasmunster       | Europastraat 9               | 51° 06′ 54″ nord, 4° 05′ 55″ est | 88425               | Téléverser                                                  |
| (nl) villa                                                                        |                       |                                  | Waasmunster       | Fortenstraat 52              | 51° 07′ 23″ nord, 4° 06′ 27″ est | 88426               | Téléverser                                                  |
| (nl) villa                                                                        |                       |                                  | Waasmunster       | Fortenstraat 73              | 51° 07′ 28″ nord, 4° 06′ 31″ est | 88427               | Téléverser                                                  |
| (nl) villa Ten Bosch                                                              |                       |                                  | Waasmunster       | Fortenstraat 81              | 51° 07′ 27″ nord, 4° 06′ 25″ est | 88428               | Téléverser                                                  |
| (nl) voormalig landhuis Rust na Zorg en conciërgewoning Mijn Lust                 |                       |                                  | Waasmunster       | Fortenstraat 111             | 51° 07′ 23″ nord, 4° 06′ 03″ est | 88429               | Téléverser                                                  |
| (nl) twee gekoppelde arbeidershuisjes                                             |                       |                                  | Waasmunster       | Fortenstraat 113             | 51° 07′ 22″ nord, 4° 06′ 01″ est | 88430               | Téléverser                                                  |
| (nl) twee gekoppelde arbeidershuisjes                                             |                       |                                  | Waasmunster       | Fortenstraat 115             | 51° 07′ 22″ nord, 4° 06′ 01″ est | 88430               | Téléverser                                                  |
| (nl) twee boerenarbeidershuisjes                                                  |                       |                                  | Waasmunster       | Fortenstraat 121             | 51° 07′ 22″ nord, 4° 05′ 58″ est | 88431               | Téléverser                                                  |
| (nl) twee boerenarbeidershuisjes                                                  |                       |                                  | Waasmunster       | Fortenstraat 123             | 51° 07′ 22″ nord, 4° 05′ 58″ est | 88431               | Téléverser                                                  |
| (nl) rijhuis                                                                      | Oui                   |                                  | Waasmunster       | Gentstraat 7                 | 51° 06′ 36″ nord, 4° 04′ 59″ est | 88432               | Téléverser                                                  |
| (nl) burgerhuis                                                                   | Oui                   |                                  | Waasmunster       | Gentstraat 9                 | 51° 06′ 35″ nord, 4° 04′ 59″ est | 88433               | Téléverser                                                  |
| (nl) hoekpand met voormalig café                                                  | Oui                   |                                  | Waasmunster       | Gentstraat 13                | 51° 06′ 36″ nord, 4° 04′ 58″ est | 88434               | Téléverser                                                  |
| (nl) burgerhuis                                                                   |                       |                                  | Waasmunster       | Gentstraat 33                | 51° 06′ 33″ nord, 4° 04′ 54″ est | 88435               | Téléverser                                                  |
| (nl) burgerhuis                                                                   |                       |                                  | Waasmunster       | Gentstraat 35                | 51° 06′ 33″ nord, 4° 04′ 53″ est | 88436               | Téléverser                                                  |
| (nl) Kapel Onze-Lieve-Vrouw van Lourdes                                           |                       |                                  | Waasmunster       | Groenselstraat               | 51° 07′ 24″ nord, 4° 02′ 00″ est | 88437               | Téléverser                                                  |
| (nl) burgerhuis                                                                   |                       |                                  | Waasmunster       | Groenselstraat 108           | 51° 07′ 22″ nord, 4° 01′ 58″ est | 88438               | Téléverser                                                  |
| (nl) voormalig woonhuis-herberg                                                   |                       |                                  | Waasmunster       | Grote Baan 4                 | 51° 08′ 17″ nord, 4° 04′ 09″ est | 88439               | Téléverser                                                  |
| (nl) burgerhuis                                                                   |                       |                                  | Waasmunster       | Grote Baan 16                | 51° 08′ 15″ nord, 4° 04′ 05″ est | 88440               | Téléverser                                                  |
| (nl) Hamhoeve                                                                     |                       |                                  | Waasmunster       | Hamstraat 66                 | 51° 05′ 56″ nord, 4° 02′ 05″ est | 88441               | Téléverser                                                  |
| (nl) Kapel Onze-Lieve-Vrouw van Zeven Weeën of Heidekapel                         |                       |                                  | Waasmunster       | Heidekapelstraat             | 51° 07′ 21″ nord, 4° 05′ 56″ est | 88442               | (nl) Kapel Onze-Lieve-Vrouw van Zeven Weeën of Heidekapel   |
| (nl) landhuis De Ceders                                                           |                       |                                  | Waasmunster       | Heidekapelstraat 24          | 51° 07′ 23″ nord, 4° 05′ 51″ est | 88443               | Téléverser                                                  |
| (nl) voormalige woning Hof ter Heide                                              |                       |                                  | Waasmunster       | Heidekapelstraat 30          | 51° 07′ 22″ nord, 4° 05′ 55″ est | 88444               | Téléverser                                                  |
| (nl) voormalig hotel Lekkerbek                                                    |                       |                                  | Waasmunster       | Heidekapelstraat 32          | 51° 07′ 23″ nord, 4° 05′ 57″ est | 88445               | Téléverser                                                  |
| (nl) boerenarbeidershuis                                                          |                       |                                  | Waasmunster       | Heidestraat 49               | 51° 07′ 54″ nord, 4° 07′ 13″ est | 88446               | Téléverser                                                  |
| (nl) rijhuis                                                                      |                       |                                  | Waasmunster       | Hoogstraat 3                 | 51° 06′ 36″ nord, 4° 05′ 05″ est | 88447               | Téléverser                                                  |
| (nl) Ons Juweel                                                                   |                       |                                  | Waasmunster       | Hoogstraat 5                 | 51° 06′ 36″ nord, 4° 05′ 05″ est | 88448               | Téléverser                                                  |
| (nl) ensemble van rijhuizen                                                       |                       |                                  | Waasmunster       | Hoogstraat 11                | 51° 06′ 36″ nord, 4° 05′ 06″ est | 88449               | Téléverser                                                  |
| (nl) ensemble van rijhuizen                                                       |                       |                                  | Waasmunster       | Hoogstraat 13                | 51° 06′ 36″ nord, 4° 05′ 06″ est | 88449               | Téléverser                                                  |
| (nl) ensemble van rijhuizen                                                       |                       |                                  | Waasmunster       | Hoogstraat 15                | 51° 06′ 36″ nord, 4° 05′ 06″ est | 88449               | Téléverser                                                  |
| (nl) ensemble van rijhuizen                                                       |                       |                                  | Waasmunster       | Hoogstraat 17                | 51° 06′ 36″ nord, 4° 05′ 06″ est | 88449               | Téléverser                                                  |
| (nl) ensemble van rijhuizen                                                       |                       |                                  | Waasmunster       | Hoogstraat 7                 | 51° 06′ 36″ nord, 4° 05′ 06″ est | 88449               | Téléverser                                                  |
| (nl) ensemble van rijhuizen                                                       |                       |                                  | Waasmunster       | Hoogstraat 9                 | 51° 06′ 36″ nord, 4° 05′ 06″ est | 88449               | Téléverser                                                  |
| (nl) boerenburgerhuis                                                             |                       |                                  | Waasmunster       | Hoogstraat 18                | 51° 06′ 39″ nord, 4° 05′ 08″ est | 88450               | Téléverser                                                  |
| (nl) burgerhuis                                                                   |                       |                                  | Waasmunster       | Hoogstraat 24                | 51° 06′ 37″ nord, 4° 05′ 08″ est | 88451               | Téléverser                                                  |
| (nl) herenhuis                                                                    |                       |                                  | Waasmunster       | Hoogstraat 35                | 51° 06′ 36″ nord, 4° 05′ 10″ est | 88452               | Téléverser                                                  |
| (nl) burgerhuis                                                                   |                       |                                  | Waasmunster       | Hoogstraat 37                | 51° 06′ 36″ nord, 4° 05′ 11″ est | 88453               | Téléverser                                                  |
| (nl) burgerhuis                                                                   |                       |                                  | Waasmunster       | Hoogstraat 43                | 51° 06′ 37″ nord, 4° 05′ 12″ est | 88454               | Téléverser                                                  |
| (nl) voormalige herberg De Ster                                                   |                       |                                  | Waasmunster       | Hoogstraat 52                | 51° 06′ 39″ nord, 4° 05′ 13″ est | 88455               | Téléverser                                                  |
| (nl) burgerhuis                                                                   |                       |                                  | Waasmunster       | Hoogstraat 86                | 51° 06′ 42″ nord, 4° 05′ 20″ est | 88456               | Téléverser                                                  |
| (nl) burgerhuis                                                                   |                       |                                  | Waasmunster       | Hoogstraat 128               | 51° 06′ 43″ nord, 4° 05′ 26″ est | 88457               | Téléverser                                                  |
| (nl) villa Beukenhof of villa A. De Schepper                                      |                       |                                  | Waasmunster       | Hoogstraat 148               | 51° 06′ 47″ nord, 4° 05′ 32″ est | 88458               | Téléverser                                                  |
| (nl) zesde statiekapelletje van de ommegang van Onze-Lieve-Vrouw van Zeven Weeën  |                       |                                  | Waasmunster       | Hoogstraat                   | 51° 06′ 42″ nord, 4° 05′ 28″ est | 88459               | Téléverser                                                  |
| (nl) villa                                                                        |                       |                                  | Waasmunster       | Hoogstraat 168               | 51° 06′ 47″ nord, 4° 05′ 37″ est | 88460               | Téléverser                                                  |
| (nl) voormalige fabrieksdirecteurswoning A. Roos                                  |                       |                                  | Waasmunster       | Houten Kruisstraat 14        | 51° 06′ 55″ nord, 4° 05′ 56″ est | 88461               | Téléverser                                                  |
| (nl) kasteel van Sombeke                                                          | Oui                   |                                  | Waasmunster       | Kasteelstraat 18             | 51° 06′ 40″ nord, 4° 07′ 43″ est | 88462               | Téléverser                                                  |
| (nl) kasteel van Sombeke                                                          | Oui                   |                                  | Waasmunster       | Kasteelstraat 20             | 51° 06′ 40″ nord, 4° 07′ 43″ est | 88462               | Téléverser                                                  |
| (nl) Parochiekerk Onze-Lieve-Vrouw en Sint-Petrus en Paulus                       | Oui                   |                                  | Waasmunster       | Kerkstraat                   | 51° 06′ 23″ nord, 4° 05′ 09″ est | 88474               | (nl) Parochiekerk Onze-Lieve-Vrouw en Sint-Petrus en Paulus |
| (nl) winkelhuis                                                                   | Oui                   |                                  | Waasmunster       | Kerkstraat 7                 | 51° 06′ 33″ nord, 4° 05′ 04″ est | 88476               | Téléverser                                                  |
| (nl) Sint-Franciscusschool                                                        | Oui                   |                                  | Waasmunster       | Kerkstraat 12                | 51° 06′ 33″ nord, 4° 05′ 07″ est | 88478               | Téléverser                                                  |
| (nl) burgerhuis                                                                   | Oui                   |                                  | Waasmunster       | Kerkstraat 13                | 51° 06′ 32″ nord, 4° 05′ 03″ est | 88479               | Téléverser                                                  |
| (nl) klooster                                                                     | Oui                   |                                  | Waasmunster       | Kerkstraat 14                | 51° 06′ 31″ nord, 4° 05′ 09″ est | 88480               | Téléverser                                                  |
| (nl) burgerhuis                                                                   | Oui                   |                                  | Waasmunster       | Kerkstraat 15                | 51° 06′ 31″ nord, 4° 05′ 02″ est | 88481               | Téléverser                                                  |
| (nl) rijhuis                                                                      | Oui                   |                                  | Waasmunster       | Kerkstraat 17                | 51° 06′ 31″ nord, 4° 05′ 03″ est | 88482               | Téléverser                                                  |
| (nl) kasteel Blauwendael                                                          | Oui                   |                                  | Waasmunster       | Kerkstraat 21                | 51° 06′ 30″ nord, 4° 04′ 55″ est | 88483               | Téléverser                                                  |
| (nl) burgerhuis                                                                   | Oui                   |                                  | Waasmunster       | Kerkstraat 23                | 51° 06′ 30″ nord, 4° 05′ 03″ est | 88484               | Téléverser                                                  |
| (nl) herenhuis                                                                    | Oui                   |                                  | Waasmunster       | Kerkstraat 25                | 51° 06′ 29″ nord, 4° 05′ 03″ est | 88485               | Téléverser                                                  |
| (nl) café Cecilia                                                                 | Oui                   |                                  | Waasmunster       | Kerkstraat 27                | 51° 06′ 29″ nord, 4° 05′ 03″ est | 88486               | Téléverser                                                  |
| (nl) klooster, site abdij Roosenberg II                                           | Oui                   |                                  | Waasmunster       | Kerkstraat 32                | 51° 06′ 29″ nord, 4° 05′ 08″ est | 88487               | Téléverser                                                  |
| (nl) burgerhuis                                                                   | Oui                   |                                  | Waasmunster       | Kerkstraat 35                | 51° 06′ 27″ nord, 4° 05′ 02″ est | 88489               | Téléverser                                                  |
| (nl) burgerhuis                                                                   | Oui                   |                                  | Waasmunster       | Kerkstraat 36                | 51° 06′ 27″ nord, 4° 05′ 07″ est | 88490               | Téléverser                                                  |
| (nl) burgerhuis                                                                   | Oui                   |                                  | Waasmunster       | Kerkstraat 37                | 51° 06′ 27″ nord, 4° 05′ 04″ est | 88491               | Téléverser                                                  |
| (nl) burgerhuis                                                                   | Oui                   |                                  | Waasmunster       | Kerkstraat 38                | 51° 06′ 27″ nord, 4° 05′ 06″ est | 88492               | Téléverser                                                  |
| (nl) Pastorie van de Onze-Lieve-Vrouw en Sint-Petrus en Paulusparochie            | Oui                   |                                  | Waasmunster       | Kerkstraat 39                | 51° 06′ 26″ nord, 4° 05′ 03″ est | 88493               | Téléverser                                                  |
| (nl) burgerhuis                                                                   | Oui                   |                                  | Waasmunster       | Kerkstraat 41                | 51° 06′ 26″ nord, 4° 05′ 05″ est | 88494               | Téléverser                                                  |
| (nl) burgerhuis                                                                   | Oui                   |                                  | Waasmunster       | Kerkstraat 43                | 51° 06′ 26″ nord, 4° 05′ 05″ est | 88495               | Téléverser                                                  |
| (nl) burgerhuis                                                                   | Oui                   |                                  | Waasmunster       | Kerkstraat 44                | 51° 06′ 26″ nord, 4° 05′ 07″ est | 88496               | Téléverser                                                  |
| (nl) burgerhuis                                                                   | Oui                   |                                  | Waasmunster       | Kerkstraat 45                | 51° 06′ 25″ nord, 4° 05′ 05″ est | 88497               | Téléverser                                                  |
| (nl) huis de Neve de Roden-d'Hanins                                               | Oui                   |                                  | Waasmunster       | Kerkstraat 47                | 51° 06′ 25″ nord, 4° 05′ 06″ est | 88498               | Téléverser                                                  |
| (nl) burgerhuis                                                                   | Oui                   |                                  | Waasmunster       | Kerkstraat 48                | 51° 06′ 26″ nord, 4° 05′ 07″ est | 88499               | Téléverser                                                  |
| (nl) rijhuisje                                                                    | Oui                   |                                  | Waasmunster       | Kerkstraat 50                | 51° 06′ 25″ nord, 4° 05′ 07″ est | 88500               | Téléverser                                                  |
| (nl) tekenacademie                                                                | Oui                   |                                  | Waasmunster       | Kerkstraat 51                | 51° 06′ 24″ nord, 4° 05′ 05″ est | 88501               | Téléverser                                                  |
| (nl) burgerhuis                                                                   | Oui                   |                                  | Waasmunster       | Kerkstraat 52                | 51° 06′ 25″ nord, 4° 05′ 08″ est | 88503               | Téléverser                                                  |
| (nl) burgerhuis                                                                   | Oui                   |                                  | Waasmunster       | Kerkstraat 53                | 51° 06′ 23″ nord, 4° 05′ 06″ est | 88504               | Téléverser                                                  |
| (nl) herenhuis                                                                    | Oui                   |                                  | Waasmunster       | Kerkstraat 54                | 51° 06′ 25″ nord, 4° 05′ 08″ est | 88505               | Téléverser                                                  |
| (nl) burgerhuis                                                                   | Oui                   |                                  | Waasmunster       | Kerkstraat 55                | 51° 06′ 23″ nord, 4° 05′ 06″ est | 88506               | Téléverser                                                  |
| (nl) burgerhuis                                                                   | Oui                   |                                  | Waasmunster       | Kerkstraat 56                | 51° 06′ 25″ nord, 4° 05′ 09″ est | 88507               | Téléverser                                                  |
| (nl) huis In de Patience                                                          | Oui                   |                                  | Waasmunster       | Kerkstraat 59                | 51° 06′ 23″ nord, 4° 05′ 06″ est | 88508               | Téléverser                                                  |
| (nl) burgerhuis                                                                   | Oui                   |                                  | Waasmunster       | Kerkstraat 61                | 51° 06′ 22″ nord, 4° 05′ 06″ est | 88509               | Téléverser                                                  |
| (nl) burgerhuis                                                                   | Oui                   |                                  | Waasmunster       | Kerkstraat 65                | 51° 06′ 21″ nord, 4° 05′ 07″ est | 88510               | Téléverser                                                  |
| (nl) burgerhuis                                                                   | Oui                   |                                  | Waasmunster       | Kerkstraat 67                | 51° 06′ 21″ nord, 4° 05′ 07″ est | 88510               | Téléverser                                                  |
| (nl) burgerhuis                                                                   | Oui                   |                                  | Waasmunster       | Kerkstraat 69                | 51° 06′ 21″ nord, 4° 05′ 07″ est | 88511               | Téléverser                                                  |
| (nl) burgerhuis                                                                   | Oui                   |                                  | Waasmunster       | Kerkstraat 73                | 51° 06′ 20″ nord, 4° 05′ 07″ est | 88512               | Téléverser                                                  |
| (nl) burgerhuis                                                                   | Oui                   |                                  | Waasmunster       | Kerkstraat 75                | 51° 06′ 20″ nord, 4° 05′ 09″ est | 88513               | Téléverser                                                  |
| (nl) tapijtenfabriek                                                              |                       |                                  | Waasmunster       | Kerkstraat 77                | 51° 06′ 18″ nord, 4° 05′ 07″ est | 88514               | Téléverser                                                  |
| (nl) burgerhuis                                                                   | Oui                   |                                  | Waasmunster       | Kerkstraat 83                | 51° 06′ 19″ nord, 4° 05′ 12″ est | 88515               | Téléverser                                                  |
| (nl) burgerhuis                                                                   | Oui                   |                                  | Waasmunster       | Kerkstraat 87                | 51° 06′ 19″ nord, 4° 05′ 12″ est | 88516               | Téléverser                                                  |
| (nl) hoeve                                                                        |                       |                                  | Waasmunster       | Ketelboetstraat 58           | 51° 06′ 39″ nord, 4° 01′ 54″ est | 88517               | Téléverser                                                  |
| (nl) 't Oud Hoefje                                                                |                       |                                  | Waasmunster       | Koningin Astridstraat 16     | 51° 07′ 21″ nord, 4° 06′ 15″ est | 88518               | Téléverser                                                  |
| (nl) boerenhuis                                                                   |                       |                                  | Waasmunster       | Korte Heesdonkstraat 18      | 51° 07′ 35″ nord, 4° 02′ 43″ est | 88519               | Téléverser                                                  |
| (nl) kasteel Hof ter Spreess                                                      |                       |                                  | Waasmunster       | Kuilstraat 11                | 51° 08′ 15″ nord, 4° 07′ 16″ est | 88520               | Téléverser                                                  |
| (nl) voormalige kasteelhoeve Hof ter Spreess                                      |                       |                                  | Waasmunster       | Kuilstraat 13                | 51° 08′ 13″ nord, 4° 07′ 16″ est | 88521               | Téléverser                                                  |
| (nl) voormalige kasteelhoeve Hof ter Spreess                                      |                       |                                  | Waasmunster       | Kuilstraat 15                | 51° 08′ 13″ nord, 4° 07′ 16″ est | 88521               | Téléverser                                                  |
| (nl) Walhoeve                                                                     |                       |                                  | Waasmunster       | Langenaardstraat 11          | 51° 07′ 21″ nord, 4° 01′ 52″ est | 88522               | Téléverser                                                  |
| (nl) bungalow                                                                     |                       |                                  | Waasmunster       | Lindenlaan 20                | 51° 07′ 21″ nord, 4° 06′ 30″ est | 88523               | Téléverser                                                  |
| (nl) landhuis Het Patrijske                                                       |                       |                                  | Waasmunster       | Lodewijk Mortelmansstraat 10 | 51° 07′ 18″ nord, 4° 06′ 08″ est | 88524               | Téléverser                                                  |
| (nl) villa                                                                        |                       |                                  | Waasmunster       | Lucien Reychlerstraat 50     | 51° 07′ 14″ nord, 4° 05′ 43″ est | 88525               | Téléverser                                                  |
| (nl) tuinwijkhuizen                                                               |                       |                                  | Waasmunster       | Mantawijk 1                  | 51° 06′ 31″ nord, 4° 04′ 30″ est | 88526               | Téléverser                                                  |
| (nl) tuinwijkhuizen                                                               |                       |                                  | Waasmunster       | Mantawijk 11                 | 51° 06′ 31″ nord, 4° 04′ 30″ est | 88526               | Téléverser                                                  |
| (nl) tuinwijkhuizen                                                               |                       |                                  | Waasmunster       | Mantawijk 13                 | 51° 06′ 31″ nord, 4° 04′ 30″ est | 88526               | Téléverser                                                  |
| (nl) tuinwijkhuizen                                                               |                       |                                  | Waasmunster       | Mantawijk 3                  | 51° 06′ 31″ nord, 4° 04′ 30″ est | 88526               | Téléverser                                                  |
| (nl) tuinwijkhuizen                                                               |                       |                                  | Waasmunster       | Mantawijk 5                  | 51° 06′ 31″ nord, 4° 04′ 30″ est | 88526               | Téléverser                                                  |
| (nl) tuinwijkhuizen                                                               |                       |                                  | Waasmunster       | Mantawijk 7                  | 51° 06′ 31″ nord, 4° 04′ 30″ est | 88526               | Téléverser                                                  |
| (nl) tuinwijkhuizen                                                               |                       |                                  | Waasmunster       | Mantawijk 9                  | 51° 06′ 31″ nord, 4° 04′ 30″ est | 88526               | Téléverser                                                  |
| (nl) eerste statiekapelletje van de ommegang van Onze-Lieve-Vrouw van Zeven Weeën |                       |                                  | Waasmunster       | Molenstraat                  | 51° 06′ 48″ nord, 4° 05′ 13″ est | 88527               | Téléverser                                                  |
| (nl) tweede statiekapelletje van de ommegang van Onze-Lieve-Vrouw van Zeven Weeën |                       |                                  | Waasmunster       | Molenstraat                  | 51° 07′ 08″ nord, 4° 05′ 30″ est | 88528               | Téléverser                                                  |
| (nl) derde statiekapelletje van de ommegang van Onze-Lieve-Vrouw van Zeven Weeën  |                       |                                  | Waasmunster       | Molenstraat                  | 51° 07′ 17″ nord, 4° 05′ 47″ est | 88529               | Téléverser                                                  |
| (nl) villaatje Heidekotje                                                         |                       |                                  | Waasmunster       | Molenstraat 84               | 51° 07′ 21″ nord, 4° 05′ 52″ est | 88530               | Téléverser                                                  |
| (nl) boerenburgerhuis                                                             |                       |                                  | Waasmunster       | Neerstraat 28                | 51° 06′ 31″ nord, 4° 04′ 36″ est | 88531               | Téléverser                                                  |
| (nl) Heilige Barbarakapel                                                         |                       |                                  | Waasmunster       | Neerstraat                   | 51° 06′ 36″ nord, 4° 04′ 24″ est | 88532               | Téléverser                                                  |
| (nl) wegkruis                                                                     |                       |                                  | Waasmunster       | Neerstraat                   | 51° 06′ 23″ nord, 4° 02′ 46″ est | 88533               | Téléverser                                                  |
| (nl) Sint-Antonius van Paduakapel                                                 |                       |                                  | Waasmunster       | Neerstraat                   | 51° 06′ 30″ nord, 4° 03′ 04″ est | 88534               | Téléverser                                                  |
| (nl) oorlogsgedenkteken 1940-1945                                                 |                       |                                  | Waasmunster       | Neerstraat                   | 51° 06′ 21″ nord, 4° 02′ 15″ est | 88535               | Téléverser                                                  |
| (nl) rij boerenarbeidershuisjes                                                   |                       |                                  | Waasmunster       | Neerstraat 361               | 51° 06′ 21″ nord, 4° 02′ 03″ est | 88536               | Téléverser                                                  |
| (nl) rij boerenarbeidershuisjes                                                   |                       |                                  | Waasmunster       | Neerstraat 363               | 51° 06′ 21″ nord, 4° 02′ 03″ est | 88536               | Téléverser                                                  |
| (nl) rij boerenarbeidershuisjes                                                   |                       |                                  | Waasmunster       | Neerstraat 365               | 51° 06′ 21″ nord, 4° 02′ 03″ est | 88536               | Téléverser                                                  |
| (nl) villa                                                                        |                       |                                  | Waasmunster       | Nijverheidslaan 9            | 51° 06′ 57″ nord, 4° 06′ 14″ est | 88537               | Téléverser                                                  |
| (nl) villa Vogelzang                                                              |                       |                                  | Waasmunster       | Nijverheidslaan 76           | 51° 07′ 14″ nord, 4° 06′ 28″ est | 88538               | Téléverser                                                  |
| (nl) conciërgewoning van villa Vogelzang                                          |                       |                                  | Waasmunster       | Nijverheidslaan 78           | 51° 07′ 13″ nord, 4° 06′ 31″ est | 88539               | Téléverser                                                  |
| (nl) villa Myriam                                                                 |                       |                                  | Waasmunster       | Nijverheidslaan 88           | 51° 07′ 16″ nord, 4° 06′ 35″ est | 88540               | Téléverser                                                  |
| (nl) villaatje                                                                    |                       |                                  | Waasmunster       | Nijverheidslaan 90           | 51° 07′ 17″ nord, 4° 06′ 35″ est | 88541               | Téléverser                                                  |
| (nl) villa Flora                                                                  |                       |                                  | Waasmunster       | Nijverheidslaan 92           | 51° 07′ 18″ nord, 4° 06′ 36″ est | 88542               | Téléverser                                                  |
| (nl) hoeve                                                                        |                       |                                  | Waasmunster       | Nijverheidslaan 207          | 51° 07′ 33″ nord, 4° 07′ 18″ est | 88543               | Téléverser                                                  |
| (nl) Heilige Theresiakapelletje                                                   |                       |                                  | Waasmunster       | Nijverheidslaan 223          | 51° 07′ 33″ nord, 4° 07′ 28″ est | 88544               | Téléverser                                                  |
| (nl) vierde statiekapelletje van de ommegang van Onze-Lieve-Vrouw van Zeven Weeën | Oui                   |                                  | Waasmunster       | Ommegangsdreef               | 51° 07′ 07″ nord, 4° 06′ 09″ est | 88545               | Téléverser                                                  |
| (nl) klooster en bezinningscentrum Abdij Roosenberg                               | Oui                   |                                  | Waasmunster       | Oudeheerweg-Heide 3          | 51° 07′ 08″ nord, 4° 04′ 47″ est | 88546               | (nl) klooster en bezinningscentrum Abdij Roosenberg         |
| (nl) landhuis Den Hert                                                            |                       |                                  | Waasmunster       | Marktwegel 10                | 51° 07′ 36″ nord, 4° 06′ 31″ est | 88547               | Téléverser                                                  |
| (nl) Kapelletje van Onze-Lieve-Vrouw van Bijstand                                 |                       |                                  | Waasmunster       | Oudeheerweg-Ruiter           | 51° 07′ 00″ nord, 4° 02′ 26″ est | 88548               | Téléverser                                                  |
| (nl) voormalige gemeentelijke jongensschool van wijk Ruiter                       |                       |                                  | Waasmunster       | Oudeheerweg-Ruiter 179       | 51° 07′ 00″ nord, 4° 02′ 19″ est | 88549               | Téléverser                                                  |
| (nl) voormalige gemeentelijke jongensschool van wijk Ruiter                       |                       |                                  | Waasmunster       | Oudeheerweg-Ruiter 181       | 51° 07′ 00″ nord, 4° 02′ 19″ est | 88549               | Téléverser                                                  |
| (nl) Kapel Onze-Lieve-Vrouw ter Nood                                              |                       |                                  | Waasmunster       | Palingstraat                 | 51° 06′ 02″ nord, 4° 06′ 13″ est | 88550               | Téléverser                                                  |
| (nl) tweegezinswoning                                                             |                       |                                  | Waasmunster       | Pater Christophestraat 11    | 51° 08′ 33″ nord, 4° 03′ 52″ est | 88551               | Téléverser                                                  |
| (nl) tweegezinswoning                                                             |                       |                                  | Waasmunster       | Pater Christophestraat 9     | 51° 08′ 33″ nord, 4° 03′ 52″ est | 88551               | Téléverser                                                  |
| (nl) landhuis, voormalige woning kunstschilder Edmond Verstraeten                 |                       |                                  | Waasmunster       | Pelkemstraat 2               | 51° 06′ 56″ nord, 4° 07′ 00″ est | 88552               | Téléverser                                                  |
| (nl) Pelgrimshoeve                                                                |                       |                                  | Waasmunster       | Pelkemstraat 76              | 51° 07′ 18″ nord, 4° 07′ 07″ est | 88553               | Téléverser                                                  |
| (nl) hoeve                                                                        |                       |                                  | Waasmunster       | Potaardestraat 32            | 51° 07′ 00″ nord, 4° 06′ 35″ est | 88554               | Téléverser                                                  |
| (nl) dorpshuis                                                                    |                       |                                  | Waasmunster       | Rivierstraat 4               | 51° 06′ 35″ nord, 4° 04′ 57″ est | 88555               | Téléverser                                                  |
| (nl) dorpshuis                                                                    |                       |                                  | Waasmunster       | Rivierstraat 10              | 51° 06′ 36″ nord, 4° 04′ 57″ est | 88556               | Téléverser                                                  |
| (nl) boerenarbeidershuisje                                                        |                       |                                  | Waasmunster       | Rivierstraat 9               | 51° 06′ 37″ nord, 4° 04′ 58″ est | 88557               | Téléverser                                                  |
| (nl) parochiepomp                                                                 | Oui                   |                                  | Waasmunster       | Rivierstraat                 | 51° 06′ 39″ nord, 4° 04′ 55″ est | 88558               | Téléverser                                                  |
| (nl) arbeidershuisje                                                              |                       |                                  | Waasmunster       | Rivierstraat 54              | 51° 06′ 40″ nord, 4° 04′ 54″ est | 88559               | Téléverser                                                  |
| (nl) kapel Sint-Antonius abt                                                      | Oui                   |                                  | Waasmunster       | Rodendries                   | 51° 05′ 44″ nord, 4° 05′ 20″ est | 88560               | Téléverser                                                  |
| (nl) huis                                                                         | Oui                   |                                  | Waasmunster       | Rodendries 53                | 51° 05′ 43″ nord, 4° 05′ 23″ est | 88561               | Téléverser                                                  |
| (nl) Onze-Lieve-Vrouw Hulp der Christenenkapel                                    |                       |                                  | Waasmunster       | Schietakkerstraat            | 51° 06′ 49″ nord, 4° 04′ 58″ est | 88562               | Téléverser                                                  |
| (nl) villa Albert                                                                 |                       |                                  | Waasmunster       | Schrijbergstraat 122         | 51° 08′ 17″ nord, 4° 04′ 10″ est | 88563               | Téléverser                                                  |
| (nl) dorpshuis                                                                    |                       |                                  | Waasmunster       | Schrijbergstraat 158         | 51° 08′ 23″ nord, 4° 04′ 06″ est | 88564               | Téléverser                                                  |
| (nl) lagere school van wijk Sombeke                                               | Oui                   |                                  | Waasmunster       | Smoorstraat 2                | 51° 06′ 46″ nord, 4° 07′ 34″ est | 88565               | Téléverser                                                  |
| (nl) rijhuis                                                                      | Oui                   |                                  | Waasmunster       | Smoorstraat 7                | 51° 06′ 46″ nord, 4° 07′ 28″ est | 88566               | Téléverser                                                  |
| (nl) burgerhuis                                                                   | Oui                   |                                  | Waasmunster       | Smoorstraat 9                | 51° 06′ 46″ nord, 4° 07′ 29″ est | 88567               | Téléverser                                                  |
| (nl) schandpaal                                                                   | Oui                   |                                  | Waasmunster       | Smoorstraat 12               | 51° 06′ 44″ nord, 4° 07′ 31″ est | 88568               | Téléverser                                                  |
| (nl) landhuis                                                                     | Oui                   |                                  | Waasmunster       | Smoorstraat 12               | 51° 06′ 44″ nord, 4° 07′ 31″ est | 88569               | Téléverser                                                  |
| (nl) villa Celina                                                                 |                       |                                  | Waasmunster       | Smoorstraat 35               | 51° 06′ 39″ nord, 4° 07′ 29″ est | 88570               | Téléverser                                                  |
| (nl) Parochiekerk Sint-Rochus                                                     | Oui                   |                                  | Waasmunster       | Sombekedries                 | 51° 06′ 51″ nord, 4° 07′ 30″ est | 88571               | (nl) Parochiekerk Sint-Rochus                               |
| (nl) burgerhuis                                                                   | Oui                   |                                  | Waasmunster       | Sombekedries 3               | 51° 06′ 49″ nord, 4° 07′ 27″ est | 88572               | Téléverser                                                  |
| (nl) burgerhuis                                                                   | Oui                   |                                  | Waasmunster       | Sombekedries 4               | 51° 06′ 48″ nord, 4° 07′ 27″ est | 88573               | Téléverser                                                  |
| (nl) gekoppelde arbeidershuisjes                                                  | Oui                   |                                  | Waasmunster       | Sombekedries 16              | 51° 06′ 50″ nord, 4° 07′ 32″ est | 88574               | Téléverser                                                  |
| (nl) gekoppelde arbeidershuisjes                                                  | Oui                   |                                  | Waasmunster       | Sombekedries 17              | 51° 06′ 50″ nord, 4° 07′ 32″ est | 88574               | Téléverser                                                  |
| (nl) boerenarbeidershuis                                                          | Oui                   |                                  | Waasmunster       | Sombekedries 19              | 51° 06′ 51″ nord, 4° 07′ 32″ est | 88575               | Téléverser                                                  |
| (nl) herberg De Vier Eemers                                                       |                       |                                  | Waasmunster       | Sombekedries 22              | 51° 06′ 52″ nord, 4° 07′ 29″ est | 88576               | Téléverser                                                  |
| (nl) dorpshuis                                                                    |                       |                                  | Waasmunster       | Sombekedries 24              | 51° 06′ 52″ nord, 4° 07′ 27″ est | 88577               | Téléverser                                                  |
| (nl) Ruiterskerk of parochiekerk Sint-Jan-Baptist                                 | Oui                   |                                  | Waasmunster       | Sousbeekstraat 103           | 51° 06′ 54″ nord, 4° 02′ 31″ est | 88578               | (nl) Ruiterskerk of parochiekerk Sint-Jan-Baptist           |
| (nl) boerenburgerhuis                                                             |                       |                                  | Waasmunster       | Sousbeekstraat 46            | 51° 06′ 42″ nord, 4° 02′ 43″ est | 88579               | Téléverser                                                  |
| (nl) burgerhuis                                                                   |                       |                                  | Waasmunster       | Sousbeekstraat 90            | 51° 06′ 52″ nord, 4° 02′ 29″ est | 88580               | Téléverser                                                  |
| (nl) Voormalige pastorie van de Sint-Jan-Baptistparochie                          | Oui                   |                                  | Waasmunster       | Sousbeekstraat 101           | 51° 06′ 53″ nord, 4° 02′ 33″ est | 88581               | Téléverser                                                  |
| (nl) voormalig parochieschooltje met kloosterhuis                                 |                       |                                  | Waasmunster       | Sousbeekstraat 105           | 51° 06′ 54″ nord, 4° 02′ 30″ est | 88582               | Téléverser                                                  |
| (nl) burgerhuis                                                                   |                       |                                  | Waasmunster       | Spoorwegstraat 10            | 51° 06′ 55″ nord, 4° 06′ 01″ est | 88583               | Téléverser                                                  |
| (nl) burgerhuis                                                                   |                       |                                  | Waasmunster       | Spoorwegstraat 14            | 51° 06′ 54″ nord, 4° 06′ 00″ est | 88584               | Téléverser                                                  |
| (nl) Kapelletje van Onze-Lieve-Vrouw van Bohan                                    |                       |                                  | Waasmunster       | Sportstraat 21               | 51° 06′ 46″ nord, 4° 07′ 18″ est | 88585               | Téléverser                                                  |
| (nl) villaatje                                                                    |                       |                                  | Waasmunster       | Stationsstraat 2             | 51° 06′ 47″ nord, 4° 05′ 39″ est | 88586               | Téléverser                                                  |
| (nl) villaatje                                                                    |                       |                                  | Waasmunster       | Stationsstraat 17            | 51° 06′ 46″ nord, 4° 05′ 40″ est | 88587               | Téléverser                                                  |
| (nl) gekoppelde rijhuizen                                                         |                       |                                  | Waasmunster       | Stationsstraat 20            | 51° 06′ 47″ nord, 4° 05′ 42″ est | 88588               | Téléverser                                                  |
| (nl) gekoppelde rijhuizen                                                         |                       |                                  | Waasmunster       | Stationsstraat 22            | 51° 06′ 47″ nord, 4° 05′ 42″ est | 88588               | Téléverser                                                  |
| (nl) villa Zonneweelde                                                            |                       |                                  | Waasmunster       | Stationsstraat 65            | 51° 06′ 48″ nord, 4° 05′ 50″ est | 88589               | Téléverser                                                  |
| (nl) gekoppelde arbeidershuizen                                                   |                       |                                  | Waasmunster       | Stationsstraat 95            | 51° 06′ 49″ nord, 4° 05′ 53″ est | 88590               | Téléverser                                                  |
| (nl) gekoppelde arbeidershuizen                                                   |                       |                                  | Waasmunster       | Stationsstraat 97            | 51° 06′ 49″ nord, 4° 05′ 53″ est | 88590               | Téléverser                                                  |
| (nl) arbeidershuisje                                                              |                       |                                  | Waasmunster       | Stationsstraat 99            | 51° 06′ 49″ nord, 4° 05′ 54″ est | 88591               | Téléverser                                                  |
| (nl) burgerhuis                                                                   |                       |                                  | Waasmunster       | Stationsstraat 113           | 51° 06′ 50″ nord, 4° 05′ 56″ est | 88592               | Téléverser                                                  |
| (nl) voormalig bareelwachtershuis                                                 |                       |                                  | Waasmunster       | Stationsstraat 140           | 51° 06′ 55″ nord, 4° 06′ 05″ est | 88593               | Téléverser                                                  |
| (nl) ru´ne van molenromp                                                          |                       |                                  | Waasmunster       | Ste-Annastraat               | 51° 05′ 40″ nord, 4° 05′ 06″ est | 88595               | Téléverser                                                  |
| (nl) burgerhuis op voormalig molenerf                                             |                       |                                  | Waasmunster       | Ste-Annastraat 42            | 51° 05′ 42″ nord, 4° 05′ 02″ est | 88596               | Téléverser                                                  |
| (nl) boerenhuis                                                                   |                       |                                  | Waasmunster       | Ten Rijendreef 2             | 51° 06′ 19″ nord, 4° 03′ 31″ est | 88597               | Téléverser                                                  |
| (nl) voormalige schoolhuis van gemeenteschool wijk Sombeke                        | Oui                   |                                  | Waasmunster       | Veldstraat 2                 | 51° 06′ 52″ nord, 4° 07′ 33″ est | 88598               | Téléverser                                                  |
| (nl) voormalige gemeentelijke lagere jongensschool van wijk Sombeke               |                       |                                  | Waasmunster       | Veldstraat 4                 | 51° 06′ 53″ nord, 4° 07′ 33″ est | 88599               | Téléverser                                                  |
| (nl) Kapelletje van Onze-Lieve-Vrouw van Sombeke met lindeboom                    |                       |                                  | Waasmunster       | Veldstraat                   | 51° 07′ 01″ nord, 4° 07′ 43″ est | 88600               | Téléverser                                                  |
| (nl) hoeve Vierhuizenhof                                                          |                       |                                  | Waasmunster       | Vierhuizenstraat 54          | 51° 07′ 19″ nord, 4° 07′ 38″ est | 88601               | Téléverser                                                  |
| (nl) oorlogsmonument WO I en WO II                                                | Oui                   |                                  | Waasmunster       | Vierschaar                   | 51° 06′ 35″ nord, 4° 05′ 03″ est | 88602               | Téléverser                                                  |
| (nl) burgerhuis                                                                   | Oui                   |                                  | Waasmunster       | Vierschaar 6                 | 51° 06′ 36″ nord, 4° 05′ 01″ est | 88603               | Téléverser                                                  |
| (nl) herenhuis                                                                    | Oui                   |                                  | Waasmunster       | Vierschaar 19                | 51° 06′ 33″ nord, 4° 05′ 02″ est | 88605               | Téléverser                                                  |
| (nl) herenhuis                                                                    | Oui                   |                                  | Waasmunster       | Vierschaar 21                | 51° 06′ 33″ nord, 4° 05′ 02″ est | 88605               | Téléverser                                                  |
| (nl) Sint-Antoniuskapel                                                           |                       |                                  | Waasmunster       | Wareslagedreef               | 51° 06′ 43″ nord, 4° 05′ 38″ est | 88606               | Téléverser                                                  |
| (nl) burgerhuis                                                                   |                       |                                  | Waasmunster       | Stationsstraat 135           | 51° 06′ 51″ nord, 4° 06′ 00″ est | 88701               | Téléverser                                                  |
| (nl) voormalig veerhuis en café Het Veer                                          |                       |                                  | Waasmunster       | Smoorstraat                  | 51° 06′ 01″ nord, 4° 07′ 47″ est | 88702               | Téléverser                                                  |
| (nl) voormalig café, nu buitenhuisje                                              |                       |                                  | Waasmunster       | Koolputten                   | 51° 06′ 18″ nord, 4° 07′ 52″ est | 88703               | Téléverser                                                  |
| (nl) Pontravehoeve                                                                |                       |                                  | Waasmunster       | Neerstraat 2A                | 51° 06′ 20″ nord, 4° 04′ 37″ est | 88704               | Téléverser                                                  |
| (nl) herenhuis, voormalig Huis ten Toren                                          | Oui                   |                                  | Waasmunster       | Vierschaar 17                | 51° 06′ 33″ nord, 4° 05′ 05″ est | 88705               | Téléverser                                                  |
| (nl) Vijfde statiekapelletje van de ommegang van Onze-Lieve-Vrouw van Zeven Weeën |                       |                                  | Waasmunster       | Stationsstraat               | 51° 06′ 54″ nord, 4° 06′ 05″ est | 88706               | Téléverser                                                  |
| (nl) café Den herberg                                                             |                       |                                  | Waasmunster       | Rodendries 24                | 51° 05′ 45″ nord, 4° 05′ 20″ est | 88707               | Téléverser                                                  |
| (nl) overblijfsel voormalige vliegtuigloods                                       |                       |                                  | Waasmunster       | Oud Vliegveld 16             | 51° 07′ 45″ nord, 4° 03′ 27″ est | 88708               | Téléverser                                                  |
| (nl) overblijfsel voormalige vliegtuigloods                                       |                       |                                  | Waasmunster       | Oud Vliegveld 18             | 51° 07′ 45″ nord, 4° 03′ 27″ est | 88708               | Téléverser                                                  |
| (nl) voormalig wachtgebouw van militair hulpvliegveld                             |                       |                                  | Waasmunster       | Oud Vliegveld 23             | 51° 07′ 46″ nord, 4° 03′ 17″ est | 88709               | Téléverser                                                  |
| (nl) voormalig wachtgebouw van militair hulpvliegveld                             |                       |                                  | Waasmunster       | Oud Vliegveld 25             | 51° 07′ 46″ nord, 4° 03′ 17″ est | 88709               | Téléverser                                                  |
| (nl) voormalig wachtgebouw van militair hulpvliegveld                             |                       |                                  | Waasmunster       | Oud Vliegveld 27             | 51° 07′ 46″ nord, 4° 03′ 17″ est | 88709               | Téléverser                                                  |
| (nl) Spaanse Poort                                                                | Oui                   |                                  | Waasmunster       | Kerkstraat                   | 51° 06′ 28″ nord, 4° 05′ 04″ est | 88710               | Téléverser                                                  |
| (nl) villa                                                                        |                       |                                  | Waasmunster       | Vlaszakstraat 17             | 51° 06′ 44″ nord, 4° 07′ 13″ est | 88713               | Téléverser                                                  |
| (nl) landhuis                                                                     |                       |                                  | Waasmunster       | Oudeheerweg-Heide 1          | 51° 07′ 07″ nord, 4° 04′ 34″ est | 88715               | Téléverser                                                  |
| (nl) kerkhof van Sombeke                                                          |                       |                                  | Waasmunster       | Sombekedries                 | 51° 06′ 54″ nord, 4° 07′ 28″ est | 88717               | Téléverser                                                  |